# Oenanthe leucura

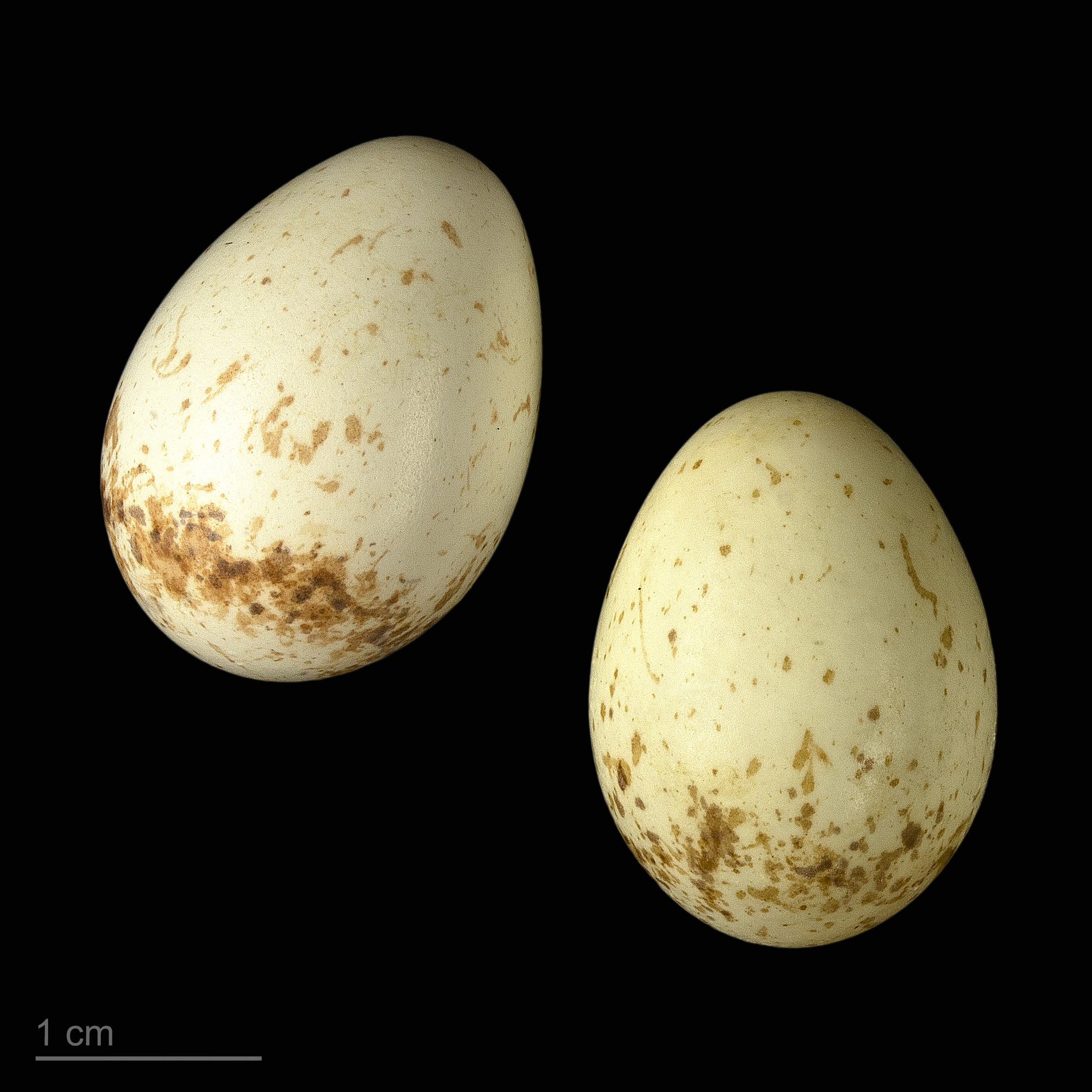
Oenanthe leucura syenitica - MHNT

La collalba negra (Oenanthe leucura) es una especie de ave paseriforme de la familia Muscicapidae propia de la península ibérica y el noroeste de África. 

## Descripción
Se distingue por el color negro brillante del macho (pardo oscuro en la hembra), con un obispillo blanco y por ser la collalba de mayor tamaño, al menos en la península ibérica, alcanzando los 18 cm.
Su voz de canto territorial es de estrofa breve, semejantes a silbidos y entremezclada con sonidos chirriantes. Durante el cortejo pueden imitar el canto de urracas y abejarucos.
Su hábitat es agreste: cortados, zonas escarpadas y rocosas desprovistas de vegetación; también en ramblas.
Se alimenta de pequeños insectos, como hormigas, además de animales de mayor tamaño como escolopendras e incluso lagartijas; también de bayas y frutos en otoño e invierno. Las capturas se realizan sobre el suelo; a veces, tras un vuelo corto.
Suele realizar dos puestas anuales de entre tres y seis huevos (media de cuatro) entre marzo y julio, aunque algunas parejas llegan a criar hasta tres nidadas consecutivas.
Es importante en esta especie su comportamiento reproductor, pues una vez formada la pareja el macho acarrea piedras, en cantidades apreciables y sin función útil, al nido y sus alrededores. La hembra realiza una evaluación de su esfuerzo reproductivo y pone muchos más huevos con aquellos machos que más piedras transportan.

## Subespecies
Se reconocen las siguientes:
- O. l. leucura (Gmelin, JF, 1789) - en Europa sudoccidental
- O. l. riggenbachi (Hartert, 1909) - en el Magreb